# Traitor (Lied)
Traitor (Eigenschreibweise traitor) ist ein Lied der US-amerikanischen Singer-Songwriterin Olivia Rodrigo aus dem Jahre 2021. Es erschien ursprünglich als viertes Lied auf ihrem Debütalbum Sour (2021) und anschließend als eigenständige Single. Geschrieben wurde der Song von der Sängerin selbst in Zusammenarbeit mit dem Produzenten Dan Nigro.
Schon bevor es als Single veröffentlicht wurde, wurde Traitor bei seiner Veröffentlichung auf dem Album Sour ein Fanliebling und erzielte einen großen kommerziellen Erfolg. Musikkritiker lobten das Lied für seine Gesangsdarbietung und Texte und wählten es als Höhepunkt des Albums aus. Traitor erreichte Platz neun in den Vereinigten Staaten, Platz fünf im Vereinigten Königreich und schaffte es unter die Top 10 in Australien, Kanada, Irland, Neuseeland und Portugal. In Australien, Kanada, Neuseeland, dem Vereinigten Königreich und den Vereinigten Staaten wurde der Song mit Platin ausgezeichnet und erhielt seine Debüt-Performance in Rodrigos YouTube-Konzertfilm Sour Prom (2021).

## Hintergrund
Nach dem vergleichsweise geringen Erfolg von „All I Want“ (2019) unterzeichnete Olivia Rodrigo einen Vertrag bei Geffen Records, einem Tochterunternehmen von Interscope Records, mit der Absicht, ihre Debüt-Single im Jahr 2021 zu veröffentlichen. Nach dem großen Erfolg von Rodrigos Debüt-Single „Drivers License“, die am 8. Januar 2021 veröffentlicht wurde, entschied sie sich stattdessen dafür, ein vollständiges Studioalbum aufzunehmen.
Zeitgleich mit der Veröffentlichung ihrer zweiten Single „Deja Vu“ am 1. April 2021, kündigte Rodrigo an, dass ihr Debüt-Studioalbum unter dem Platzhaltertitel *O*R am 21. Mai veröffentlicht würde. Am 13. April verkündete die Sängerin das Cover und den Titel ihres Debüt-Studioalbums „Sour“. Zusammen mit der Ankündigung wurde die Titelliste bekannt gegeben und Traitor wurde als zweiter Track auf „Sour“ angekündigt. Das Lied wurde zusammen mit dem Album am 21. Mai 2021 mit einem Liedtextvideo veröffentlicht.

## Musik und Text
Traitor ist eine Indie-Pop- und Gitarren-Rock-Ballade. Es wird vermutet, dass das Lied von dem amerikanischen Schauspieler und Sänger Joshua Bassett handelt, der mit Rodrigo in High School Musical: The Musical: The Series zusammen spielte. Inhaltlich handelt das Lied davon, „sich verraten zu fühlen, wenn man sieht, wie der Ex in eine neue Beziehung eintritt, während man selbst noch mit der Trennung zu kämpfen hat“, während sie die Textzeilen „Guess you didn't cheat but you're still a traitor“ (Übersetzt: „Du hast mich wohl nicht betrogen, aber du bist immer noch ein Verräter“) flüstert.
Traitor zeichnet sich durch einen Auf- und Abstieg der Akustik sowie einer Schichtung von Harmonien aus. Musikalisch ist das Lied in der Tonart Es-Dur gehalten und hat ein moderat langsames Tempo von 50 Schlägen pro Minute. Das Lied ist im 6/8-Takt gehalten, und Rodrigos Gesang erstreckt sich im Lied von B♭3 bis A♭5.

## Kritik
Das Lied erhielt großen Zuspruch von Musikkritikern. P. Claire Dodson schrieb für Teen Vogue, dass Traitor „makellos“ sei und bemerkte, dass das Lied eine „Kacey-Musgraves-ähnliche Kulisse“ habe. Tatiana Tenreyro von The A.V. Club nannte das Lied „[Rodrigos] bislang verletzlichstes Lied“. Rhian Daly von NME beschrieb das Lied als „wunderschön“. Larisha Paul von Billboard lobte das Lied und bezeichnete es als Rodrigos „beste Gesangsdarbietung“ auf Sour. Da das Lied zwischen zwei emotional schweren Liedern mit aufwendiger Produktion eingebettet ist, nannte Larisha Paul von Billboard das Lied einen „kühlenden Kontrast“, der Rodrigos beste Gesangsdarbietung auf dem Album zeigt. Auch Angie Martoccio von Rolling Stone bezeichnete das Lied als „verloren geglaubten Cousin“ von Taylor Swifts Lied „My Tears Ricochet“ aus dem Jahr 2020.

## Erfolg
In den USA debütierte und erreichte Traitor, vor seiner Veröffentlichung als Single, Platz neun der Billboard Hot 100 bei Veröffentlichung des Albums und platzierte sich damit neben „Good 4 U“ und „Deja Vu“ in den Top 10 der Charts. Billboard betonte, wie Traitor beeindruckende Verkaufs- und Streaming-Einheiten für einen Album-Track ansammelte. Traitor erreichte auch Platz 3 der Billboard Streaming Songs Charts und machte Rodrigo zur ersten Künstlerin in der Geschichte, die für aufeinanderfolgende Wochen die gesamten Top 3 der Charts beanspruchte. Rodrigo selbst äußerte sich zu dem kritischen und kommerziellen Erfolg des Liedes wie folgt: „Ich habe es auf meinem Bett geschrieben, während ich geweint habe. Ich habe nie wirklich gedacht, dass es ein Lied sein würde, das so vielen Menschen nahegeht. Ich dachte, es war eine sehr spezifische Situation, die ich durchmachte, und es ist so lustig, dass gerade das Nicht-Single-Lied das erfolgreichste ist. So viele Leute haben gesagt: 'Woher wusstest du das? Genau das ist mir passiert!'“.
Das Lied landete auf Platz sieben der UK Singles Chart, bevor es in der folgenden Woche auf Platz fünf stieg und seinen Höhepunkt erreichte. Auf der Billboard Global 200 Chart erreichte das Lied Platz sieben. Traitor platzierte sich auch in den Top 10 in Australien, Kanada, Irland und Neuseeland sowie in den Top 20 in Norwegen. Zusätzlich wurde das Lied in Großbritannien und Neuseeland mit Platin und in Australien, Kanada und den Vereinigten Staaten mit vierfach Platin zertifiziert.

## Live-Auftritte
Traitor hatte seine Debüt-Performance am 26. Juni 2021 im Rahmen der Veröffentlichung von Rodrigos Konzertfilm Sour Prom. Später trat sie mit dem Lied beim iHeartRadio Music Festival am 17.–18. September 2021 in Las Vegas, beim Austin City Limits am 2. Oktober 2021 sowie bei Jimmy Kimmel Live und bei den American Music Awards 2021 auf. Eine akustische Performance war in Rodrigos Dokumentarfilm Driving Home 2 U: A Sour Film zu sehen, der am 25. März 2022 auf Disney+ veröffentlicht wurde. Rodrigo sang Traitor auch in ihrer Tiny Desk Performance auf dem YouTube-Kanal von NPR Music am 7. Dezember 2021. Traitor wurde auch für Dolby Atmos verwendet, wo sie das Lied in Dolby Audio „erlebte“. Sie trat mit diesem Lied auf ihrer SOUR Tour auf, wo es normalerweise zwischen „Favorite Crime“ und „Deja Vu“ eingebettet war.

## Musikvideo
Ein Musikvideo für Traitor, unter der Regie von Olivia Bee, wurde am 21. Oktober 2021 veröffentlicht.